# Kanton Reims-9
Der Kanton Reims-9 ist seit 1982 ein französischer Wahlkreis im Arrondissement Reims im Département Marne in der Region Grand Est.

## Gemeinden
Der Kanton besteht aus einem Teil der Stadt Reims mit insgesamt 22.820 Einwohnern (Stand: 2022). Bis zur landesweiten Neuordnung der französischen Kantone im März 2015 gehörte zum Kanton Reims-9 ebenfalls nur ein Teil der Stadt Reims. Er besaß vor 2015 einen anderen INSEE-Code als heute, nämlich 5142.